# 2011年金馬奇幻影展
2012年金馬奇幻影展是在2012年於臺灣的台北與新竹兩座城市舉辦。

## 簡介
參展影片如下：
- 盧奇諾·維斯孔蒂 《氣蓋山河》
- 维克托·弗莱明《綠野仙蹤》
- 巴茲·雷曼《舞国英雄》
- 劉鎮偉《西遊記第壹佰零壹回之月光寶盒》
- 布赖恩·德帕尔马《魔女嘉莉》

焦點導演：山姆·雷米

## 外部連結
- 金馬奇幻影展（页面存档备份，存于）